# S字 (自動車教習)

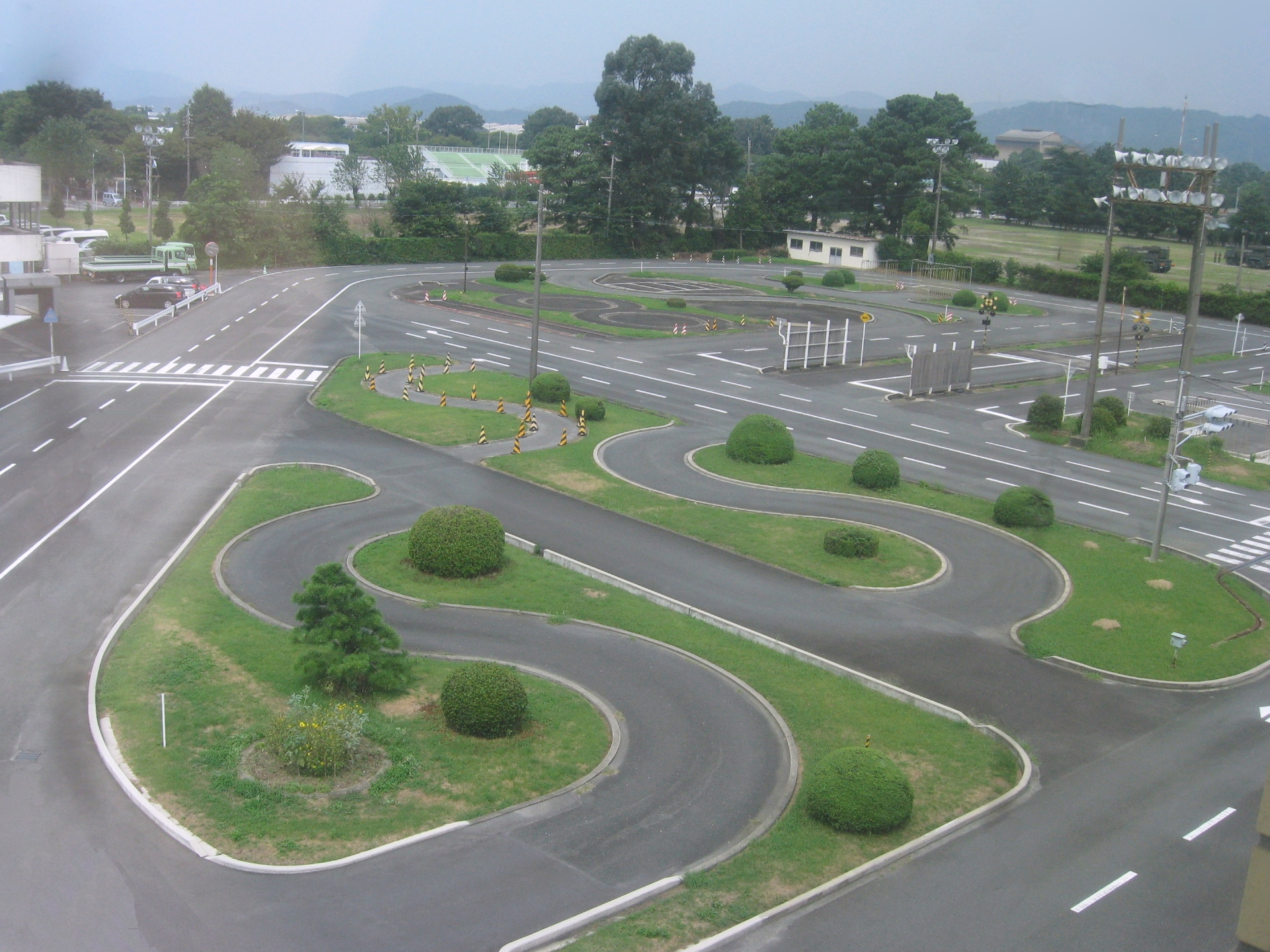
S字コース

S字（エスじ）とは四輪自動車及び免許試験に使用される狭路の一種。
緩やかで円形の狭いカーブが二つ左右交互に繋がっているコースで、技能検定や修了検定で必ず検査される課題の一つ。狭い道路を、車両感覚を捉えたり、視野を上手にとったりしながら、適切な進路と速度を選んで通行できるようにするのが目的。

## S字内での走行
教習生が苦労する項目で、四輪では深く入り過ぎ、速度が速すぎ、ハンドルを回し足りなかったりすると、外側前輪を乗り上げてしまい脱輪させてしまう。
逆に、ハンドルを回すタイミングが早かったり、ハンドルを回し過ぎたり、曲がる方向に寄せ過ぎたり（内輪差を考えなかったり）すると、内側後輪を乗り上げてしまい脱輪させてしまう。二輪では、ハンドル操作のミス、バイクの倒し過不足によるパイロン接触、速度過不足による転倒がある。

### 四輪
脱輪しそう、または脱輪した場合は以下の方法で修正する。
前輪（外側）が通れない場合
1. 後方確認をする
2. ハンドルを反対側に回しながらバックする
3. 安全な間隔がとれたらハンドルを再び元の方向に戻し、安全な間隔を保ちながら通過する

後輪（内側）が通れない場合
1. 後方確認をする
2. ハンドルを回さずにそのままバックする
3. ある程度バックしたら道路と平行になるようにハンドルを戻し、更に少し余分にバックする
4. 安全な間隔がとれたら、内側に適切な間隔を取りながら前進する

脱輪したのにもかかわらず、上記の措置を怠った（そのまま進んだ）場合は、検定中止（不合格）となる。
また、切り返しをするにも限度と減点があり、1回だけの切り返しは減点はないが、2回目以降は1回につき5点ずつ減点され、
4回切り返しをしてしまうと、検定中止（不合格）となる。

### 二輪
コース内に建ててあるパイロンに接触せず通過することが求められる。
- 8の字を用いてS字の課題をすることもある。
- 低速で走行することが求められるためMT車では車体を安定させるためニーグリップをして二速で走行し、半クラッチおよび後ブレーキ、AT車では後ブレーキを使用して速度を調整する。
- 目線をタイヤ付近にしていると車体が不安定になりやすいため、常に先の障害物を見るようにして走行する。
- 内輪差での接触を防ぐため、できるだけ外側に走行ラインを寄せて曲がる。
- コース内での転倒、パイロン接触、バック操作は検定中止となる。足つきは減点される。